# UCI ProTour 2005
UCI ProTour 2005 var den første udgave af det internationale cykelforbunds UCI ProTour.

## Cykelløb i UCI ProTour 2005
| Dato                 | Cykelløb                     | Land              | Vinder              | Nationalitet | Hold                 |
| -------------------- | ---------------------------- | ----------------- | ------------------- | ------------ | -------------------- |
| 6. - 13. marts       | Paris-Nice                   | Frankrig          | Bobby Julich        | USA          | Team CSC             |
| 9. – 15. marts       | Tirreno-Adriatico            | Italien           | Óscar Freire        | Spanien      | Rabobank             |
| 19. marts            | Milano-Sanremo               | Italien           | Alessandro Petacchi | Italien      | Fassa Bortolo        |
| 3. april             | Flandern Rundt               | Belgien           | Tom Boonen          | Belgien      | Quick Step           |
| 5. – 9. april        | Baskerlandet Rundt           | Spanien           | Danilo Di Luca      | Italien      | Liquigas-Bianchi     |
| 6. april             | Gent-Wevelgem                | Belgien           | Nico Mattan         | Belgien      | Davitamon-Lotto      |
| 10. april            | Paris-Roubaix                | Frankrig          | Tom Boonen          | Belgien      | Quick Step           |
| 17. april            | Amstel Gold Race             | Holland           | Danilo Di Luca      | Italien      | Liquigas-Bianchi     |
| 20. april            | La Flèche Wallonne           | Belgien           | Danilo Di Luca      | Italien      | Liquigas-Bianchi     |
| 24. april            | Liège-Bastogne-Liège         | Belgien           | Alexander Vinokurov | Kasakhstan   | T-Mobile Team        |
| 26. april – 1. maj   | Romandiet Rundt              | Schweiz           | Santiago Botero     | Colombia     | Phonak Cycling Team  |
| 7. – 29. maj         | Giro d'Italia                | Italien           | Paolo Savoldelli    | Italien      | Discovery Channel    |
| 16. – 22. maj        | Volta a Catalunya            | Spanien           | Yaroslav Popovych   | Ukraine      | Discovery Channel    |
| 5. – 12. juni        | Critérium du Dauphiné Libéré | Frankrig          | Iñigo Landaluze     | Spanien      | Euskaltel-Euskadi    |
| 11. – 19. juni       | Tour de Suisse               | Schweiz           | Aitor González      | Spanien      | Euskaltel-Euskadi    |
| 19. juni             | TTT Eindhoven                | Holland           | Gerolsteiner        | Tyskland     | Team Gerolsteiner    |
| 2. – 24. juli        | Tour de France               | Frankrig          | Lance Armstrong     | USA          | Discovery Channel    |
| 31. juli             | HEW Cyclassics               | Tyskland          | Filippo Pozzato     | Italien      | Quick Step           |
| 3. – 10. august      | Eneco Tour of Benelux        | Belgien · Holland | Bobby Julich        | USA          | Team CSC             |
| 13. august           | Clásica de San Sebastián     | Spanien           | Constantino Zaballa | Spanien      | Saunier Duval-Prodir |
| 15. – 23. august     | Deutschland Tour             | Tyskland          | Levi Leipheimer     | USA          | Team Gerolsteiner    |
| 27. aug. – 18. sept. | Vuelta a España              | Spanien           | Denis Mensjov       | Rusland      | Rabobank             |
| 28. august           | GP Ouest France-Plouay       | Frankrig          | George Hincapie     | USA          | Discovery Channel    |
| 12. – 18. sept.      | Tour de Pologne              | Polen             | Kim Kirchen         | Luxembourg   | Fassa Bortolo        |
| 25. september        | VM i landevejscykling        | Spanien           | Tom Boonen          | Belgien      | Quick Step           |
| 2. oktober           | Züri-Metzgete                | Schweiz           | Paolo Bettini       | Italien      | Quick Step           |
| 9. oktober           | Paris-Tours                  | Frankrig          | Erik Zabel          | Tyskland     | T-Mobile Team        |
| 15. oktober          | Giro di Lombardia            | Italien           | Paolo Bettini       | Italien      | Quick Step           |

## Individuelle resultater
|    | Navn                | Nationalitet | Hold              | Point |
| -- | ------------------- | ------------ | ----------------- | ----- |
| 1  | Danilo Di Luca      | Italien      | Liquigas-Bianchi  | 229   |
| 2  | Tom Boonen          | Belgien      | Quick-Step        | 171   |
| 3  | Davide Rebellin     | Italien      | Team Gerolsteiner | 151   |
| 4  | Jan Ullrich         | Tyskland     | T-Mobile Team     | 140   |
| 5  | Lance Armstrong     | USA          | Discovery Channel | 139   |
| 6  | Alexander Vinokurov | Kasakhstan   | T-Mobile Team     | 136   |
| 7  | Levi Leipheimer     | USA          | Team Gerolsteiner | 131   |
| 8  | Paolo Bettini       | Italien      | Quick-Step        | 130   |
| 9  | Bobby Julich        | USA          | Team CSC          | 130   |
| 10 | George Hincapie     | USA          | Discovery Channel | 129   |
| 11 | Alessandro Petacchi | Italien      | Fassa Bortolo     | 128   |
| 12 | Gilberto Simoni     | Italien      | Lampre-Caffita    | 111   |
| 13 | Fränk Schleck       | Luxembourg   | Team CSC          | 110   |
| 14 | Denis Mensjov       | Rusland      | Rabobank          | 109   |
| 15 | Francisco Mancebo   | Spanien      | Illes Balears     | 107   |

## Eksterne links
- Officiel hjemmeside Arkiveret 23. juli 2008 hos  Wayback Machine